# Cercosporella echii
Cercosporella echii är en svampart som beskrevs av Syd. 1921. Cercosporella echii ingår i släktet Cercosporella och familjen Mycosphaerellaceae.   Inga underarter finns listade i Catalogue of Life.